# Нефтяник (футбольный клуб, Долина)
Футбольный клуб «Нефтяник» (укр. Футбольний клуб "Нафтовик") — украинский футбольный клуб из города Долина (Ивано-Франковская область). Выступал в Чемпионате Ивано-Франковской области по футболу, Любительских чемпионатах Украины, Второй лиге чемпионата Украины (сезоны 1997/98 — 2007/08). С 2009 г. и по н. в. участвует в чемпионате Ивано-Франковской области.

## Достижения
- Высшее место в Чемпионатах Украины — 4 (вторая лига, группа «A», сезон 2002/2003).
- Чемпион Ивано-Франковской области по футболу — 1964, 1979, 1980, 1983, 1984, 1989, 1990, 1994, 1997 гг.
- Обладатель Кубка Ивано-Франковской области по футболу — 1962, 1968, 1980, 1988, 1989 гг.
- Победитель Мемориала Эрнеста Юста — 2003